# Красимир Свиленов
Красимир Свиленов е български футболист, полузащитник.
Роден е на 26 април 1971 г. в Перник. Висок е 180 см и тежи 77 кг. Играл е за Миньор (Перник), Локомотив (Горна Оряховица), Металург, Миньор (Бобов дол), Септември, Граничар и Струмска слава. В А група има 140 мача и 17 гола.

## Статистика по сезони
- Миньор (Пк) – 1992/93 – Б група, 20/9
- Локомотив (ГО) – 1993/94 – А група, 17/1
- Локомотив (ГО) – 1994/95 – А група, 23/4
- Металург – 1995/96 – В група, 28/10
- Металург – 1996/97 – Б група, 32/12
- Металург – 1997/98 – А група, 29/2
- Металург – 1998/99 – А група, 30/1
- Миньор (Пк) – 1999/ес. - А група, 12/3
- Металург – 2000/пр. - Б група, 6/1
- Металург – 2000/01 – Б група, 30/3
- Миньор (Пк) – 2001/ес. - Б група, 11/0
- Септември (Сф) – 2001/02 – В група, 14/5
- Миньор (Бд) – 2002/пр. - В група, 3/1
- Миньор (Бд) – 2002/03 – В група, 29/14
- Миньор (Бд) – 2003/04 – В група, 28/16
- Миньор (Бд) – 2004/05 – Б група, 26/11
- Граничар – 2005/ес. - В група, 8/3
- Струмска слава – 2005/06 – В група, 23/9
- Миньор (Бд) – 2006/07 – Западна Б група, 16/4